# Liste von Sakralbauten in Rheinland-Pfalz

Kreise und kreisfreie Städte in Rheinland-Pfalz

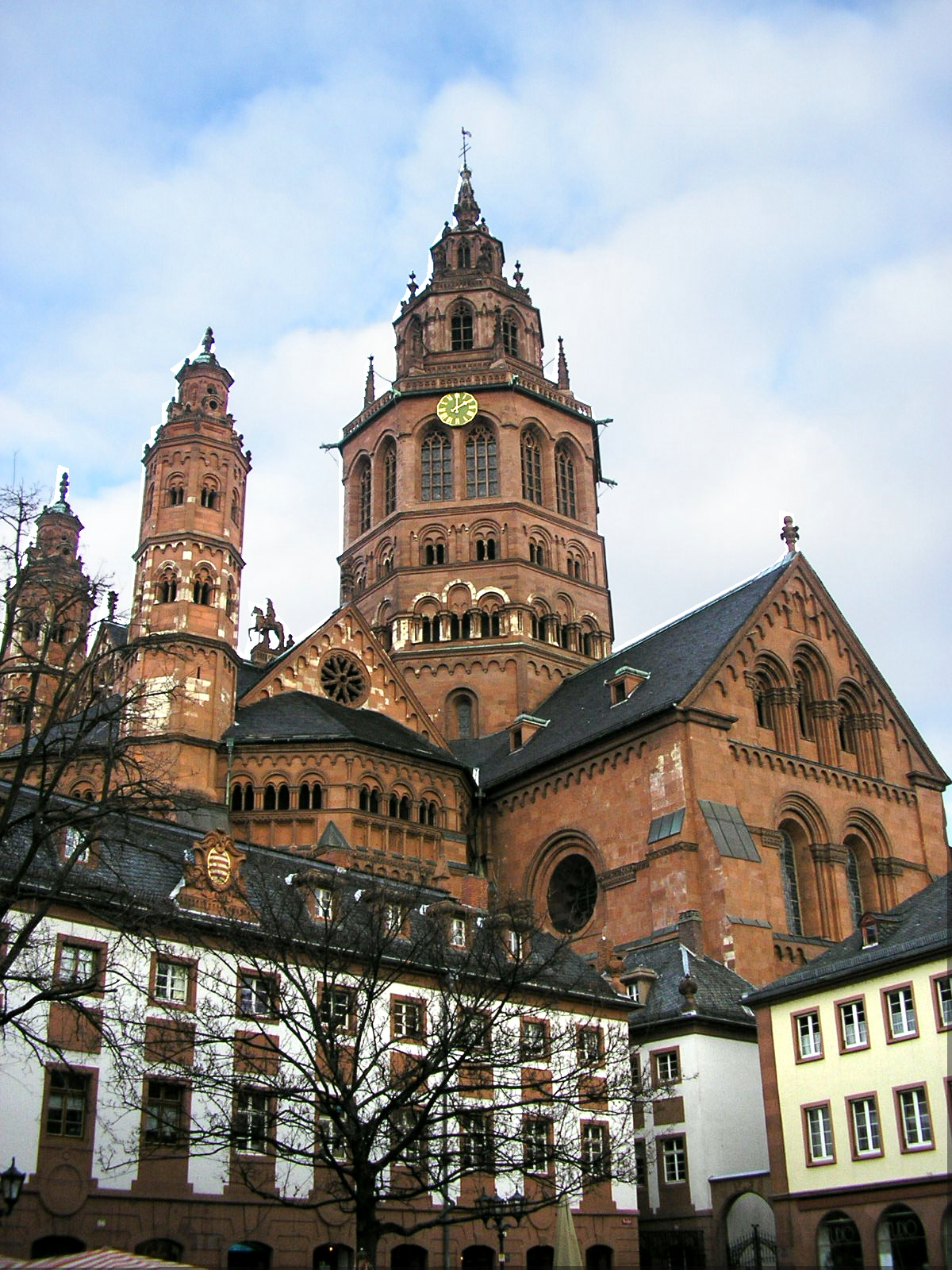
Mainzer Dom.

Die Liste von Sakralbauten in Rheinland-Pfalz umfasst die Kirchengebäude, Moscheen, Synagogen, Tempel und ähnliche Sakralbauten in Rheinland-Pfalz. Sie ist nach den Landkreisen und kreisfreien Städten gegliedert.

## Liste

### Landkreis Ahrweiler
- Liste von Sakralbauten im Landkreis Ahrweiler

### Landkreis Altenkirchen

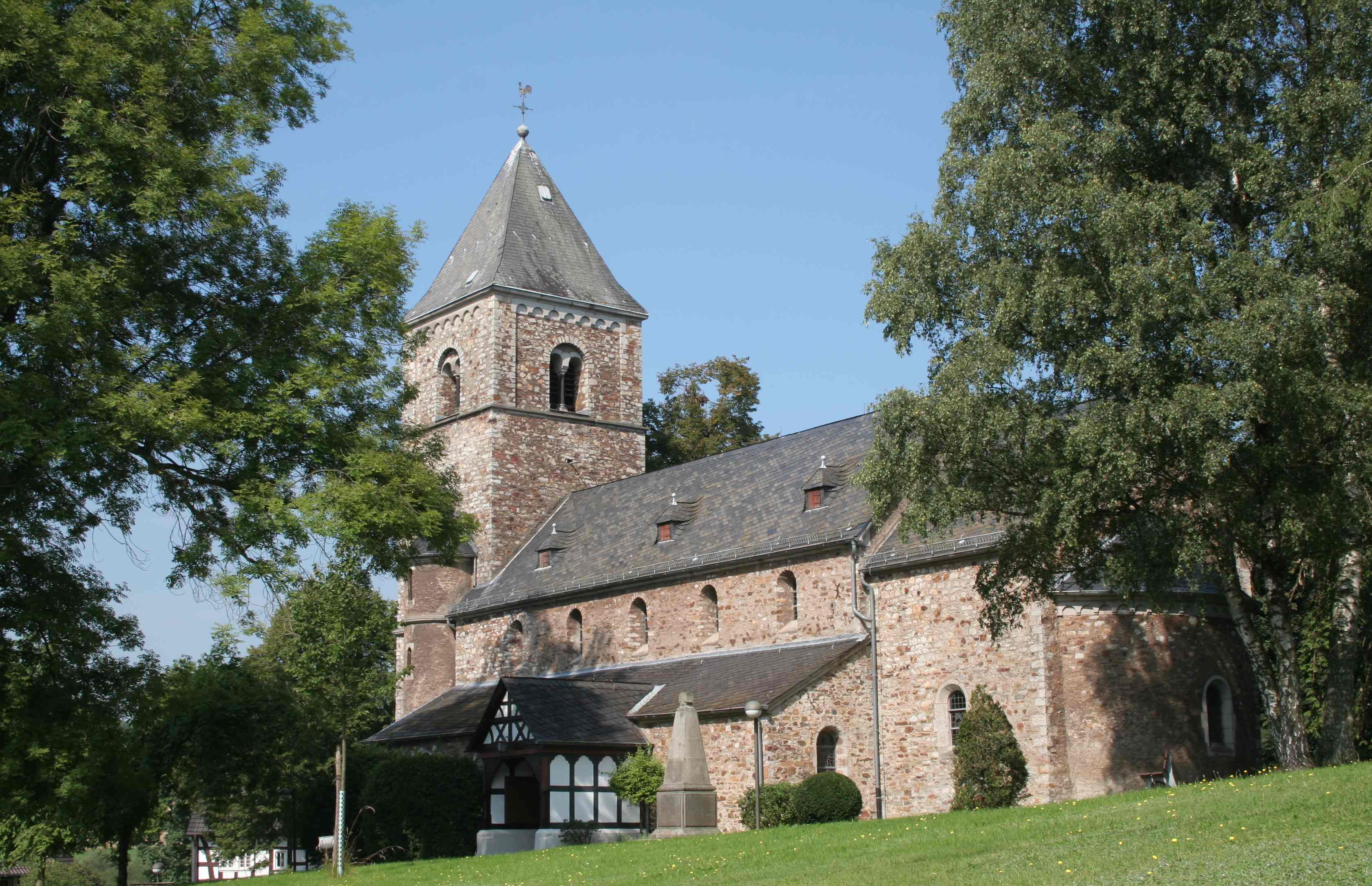
Evangelische Pfarrkirche Birnbach

- Evangelische Pfarrkirche, Almersbach
- Neuapostolische Kirche Gemeinde Altenkirchen, Altenkirchen
- Katholische Pfarrkirche St. Ignatius, Betzdorf
- Evangelische Kirche, Birnbach
- Evangelische Pfarrkirche, Daaden
- Evangelische Pfarrkirche St. Michael, Flammersfeld
- Katholische Pfarrkirche St. Aloisius, Herdorf
- Katholische Pfarrkirche St. Petrus, Peterslahr
- Kloster Marienthal, Seelbach bei Hamm (Sieg)

### Landkreis Alzey-Worms
- Kleine Kirche, Alzey
- Nikolaikirche, Alzey
- Zum Heilgen Blut Christi, Armsheim
- St. Lambert; Bechtheim
- Simultankirche, Bechtolsheim
- Beller Kirche, Eckelsheim
- Simultankirche, Gau-Odernheim
- Evangelische Kirche, Wörrstadt, Stadtteil Rommersheim

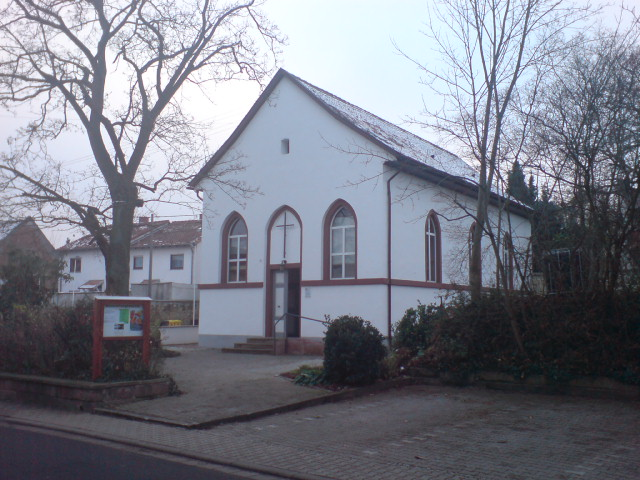
Mennonitenkirche Monsheim

- Laurentiuskirche, Wörrstadt
- Mennonitenkirche Monsheim

### Landkreis Bad Dürkheim
- Liste von Sakralbauten im Landkreis Bad Dürkheim

### Landkreis Bad Kreuznach

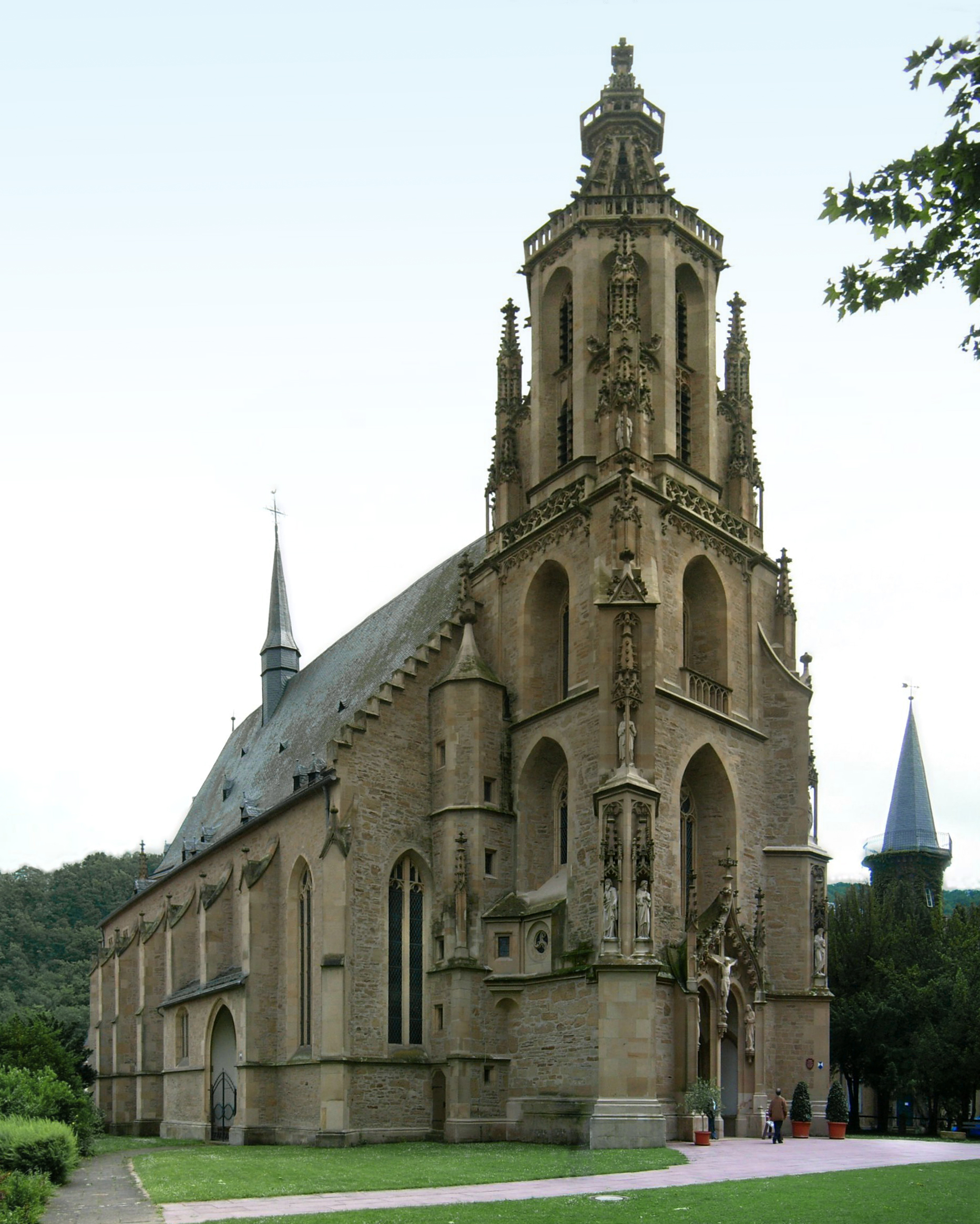
Schlosskirche Meisenheim

- Heilig-Kreuz-Kirche, Bad Kreuznach
- Nikolauskirche, Bad Kreuznach
- Pauluskirche, Bad Kreuznach
- St. Matthäuskirche, Bad Sobernheim
- St. Matthiaskirche, Bad Sobernheim
- Eremitage, Bretzenheim
- Protestantische Kirche, Callbach
- Templerkommende Iben, Fürfeld
- Protestantische Kirche, Hochstätten
- Schlosskirche, Meisenheim
- Stiftskirche (Pfaffen-Schwabenheim)
- Evangelische Kirche, Roxheim
- Kloster Sankt Katharinen, Sankt Katharinen
- Pfarr- und Wallfahrtskirche Mariä Himmelfahrt, Spabrücken
- Kloster Disibodenberg, Staudernheim
- Evangelische Bergkirche St. Peter, Waldböckelheim
- Evangelische Martinskirche, Waldlaubersheim

### Landkreis Bernkastel-Wittlich
- Kloster Himmerod
- Kloster Springiersbach
- St. Remigius (Kröv)
- Grabkapelle Kesselstadt

### Landkreis Birkenfeld
- Felsenkirche (Idar-Oberstein)
- St. Peter und Paul (Idar-Oberstein)

### Landkreis Cochem-Zell
- Bergkapelle Alf, Alf

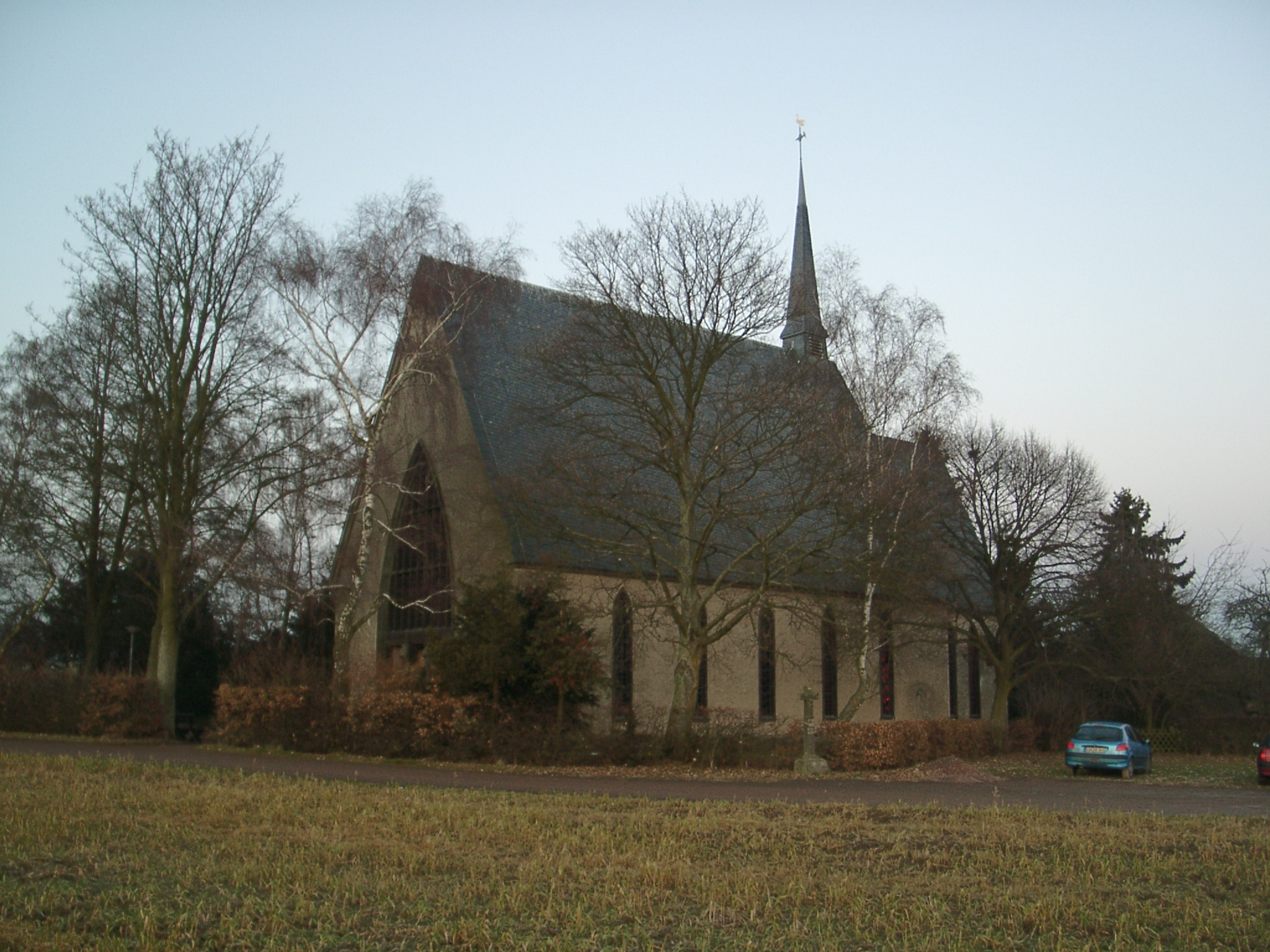
Schwanenkirche in Roes

- Kloster Karmel St. Josef, Auderath
- Kloster Rosenthal, Binningen
- Kloster Stuben, Bremm
- Kloster Ebernach, Cochem, Stadtteil Sehl
- St. Pankratius, Kaisersesch
- Katholische Waldkapelle, Kaisersesch
- Wallfahrtskirche Mater Dolorosa, Lutzerath, Ortsteil Driesch
- Wallfahrtskirche Maria Martental, Leienkaul
- Schwanenkirche, Roes
- Kloster Maria Engelport, Treis-Karden
- St. Castor, Treis-Karden

### Donnersbergkreis
- Liste von Sakralbauten im Donnersbergkreis

### Eifelkreis Bitburg-Prüm

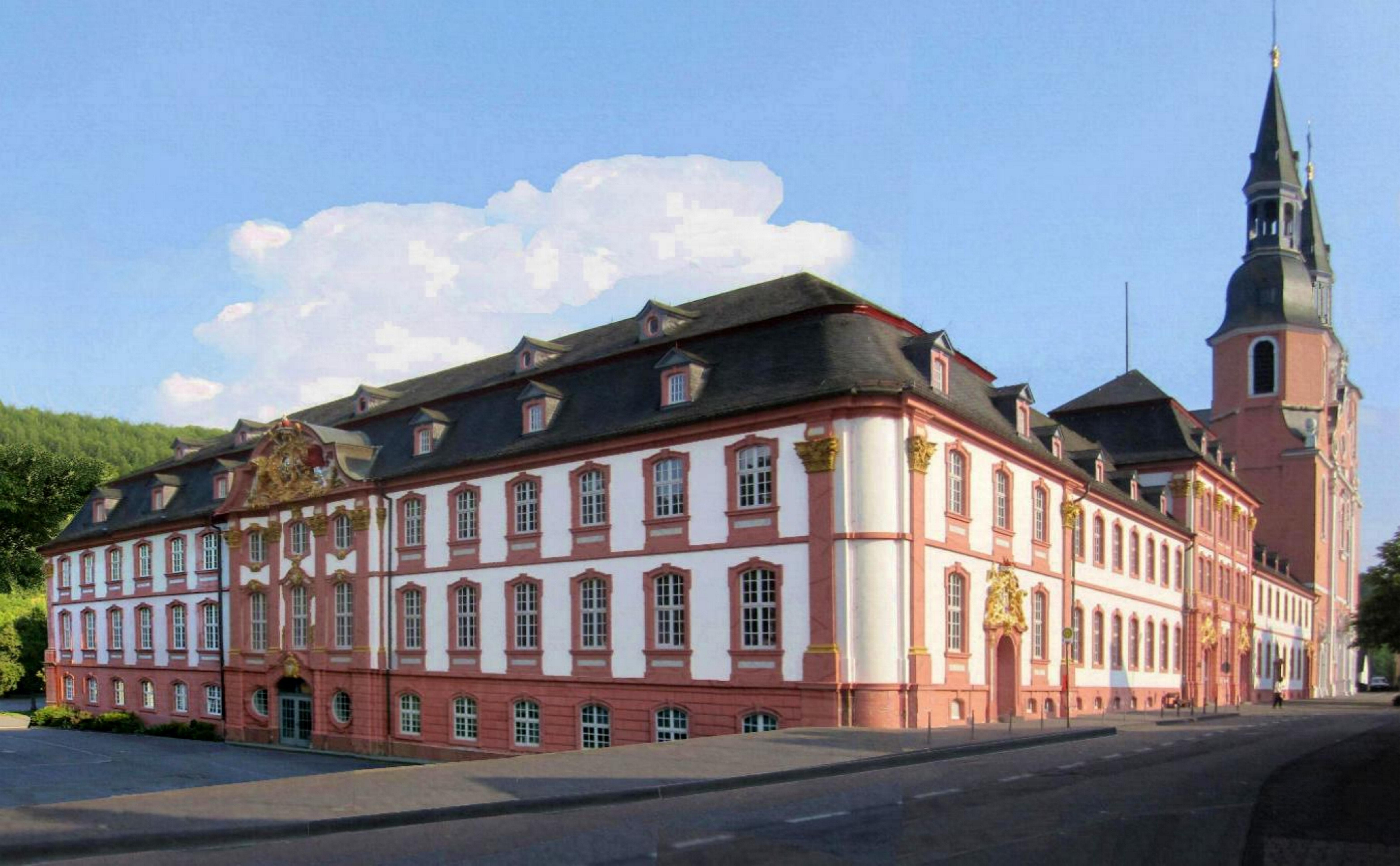
Abtei Prüm mit der St. Salvator-Basilika

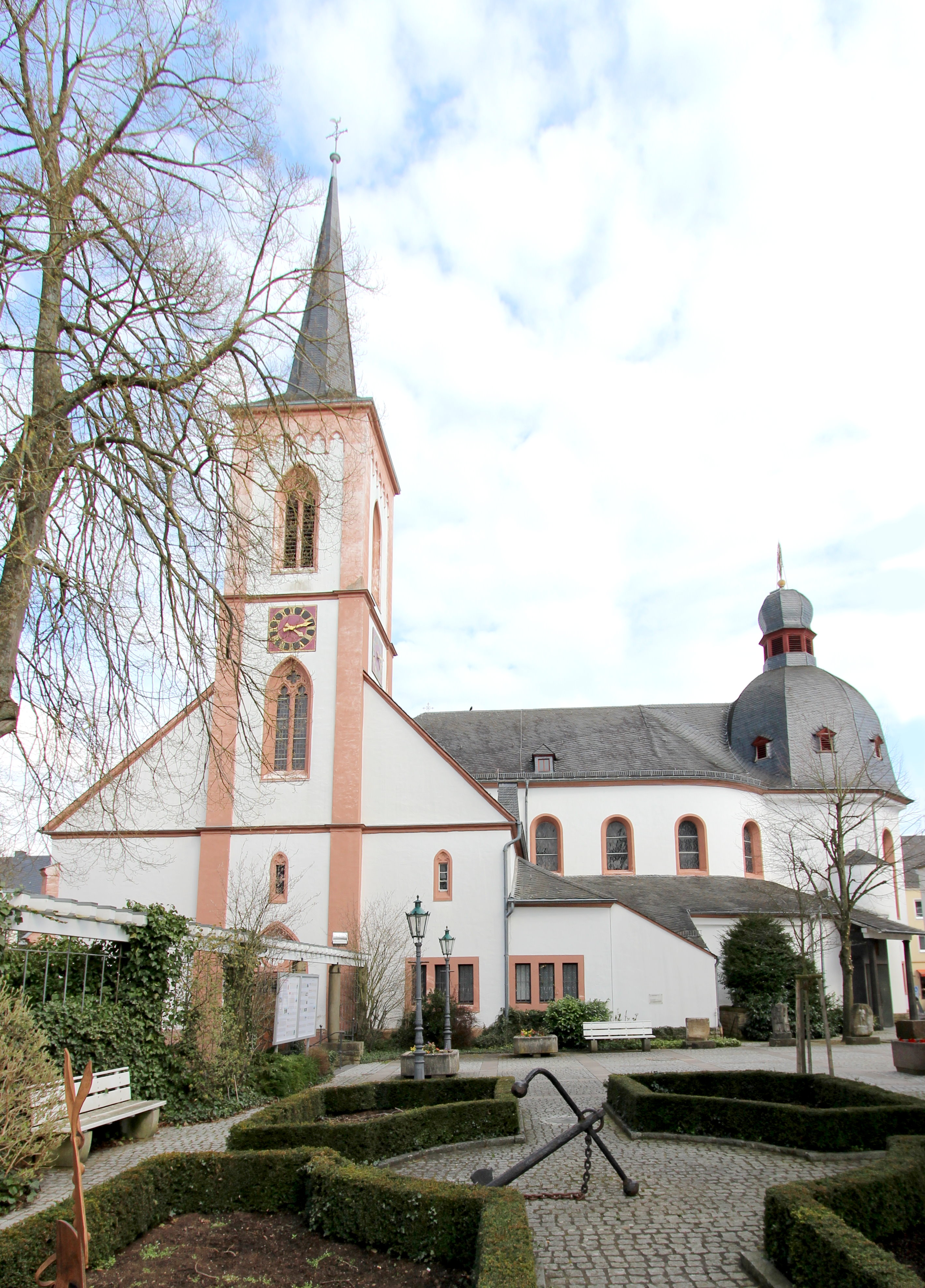
Pfarrkirche Liebfrauen

- Katholische Pfarrkirche Liebfrauen zu Bitburg
- Katholische Filialkirche St. Nikolaus, Bitburg, Stadtteil Mötsch
- Katholische Mariä-Himmelfahrt-Kirche, Bleialf
- Katholische Pfarrkirche St. Michael, Bollendorf
- Katholische Aloysiuskapelle, Daleiden
- Katholische Pfarrkirche Maria Königin, Dudeldorf
- Katholische Pfarrkirche St. Laurentius, Erdorf
- Katholische Filialkirche St. Johannes der Täufer, Gentingen
- Katholische Pfarrkirche St. Nikolaus, Neuerburg
- Katholische Filialkirche St. Dionysius, Niedersgegen
- Katholische Pfarrkirche St. Johannes Evangelist, Niederweis
- Abtei Prüm, Prüm
- Sankt-Salvator-Basilika, Prüm
- Benediktinerinnenkloster Niederprüm, Prüm-Niederprüm
- Katholische Filialkirche St. Nikolaus, Prümzurlay
- Wallfahrtskapelle Schankweiler Klause, Schankweiler
- Katholische Pfarrkirche St. Philippus und Jakobus, Speicher
- Alt St. Hubertus, Wolsfeld

### Frankenthal
- St. Cyriakus (Frankenthal-Eppstein)
- Dreifaltigkeitskirche (Frankenthal)
- Erkenbert-Ruine
- Mennonitenkirche Eppstein
- Zwölf-Apostel-Kirche (Frankenthal)

### Landkreis Germersheim
- Liste von Sakralbauten im Landkreis Germersheim

### Kaiserslautern
- Apostelkirche (Kaiserslautern)
- Christuskirche (Kaiserslautern)
- Evangelische Kirche (Siegelbach)
- Gelöbniskirche Maria Schutz
- Unionskirche (Kaiserslautern) (bis 2018 Kleine Kirche)
- Marienkirche (Kaiserslautern)
- Martinskirche (Kaiserslautern)
- Rochuskapelle (Hohenecken)
- Stiftskirche (Kaiserslautern)
- St. Blasius (Mölschbach)
- St. Rochus (Hohenecken)

### Landkreis Kaiserslautern
Liste von Sakralbauten im Landkreis Kaiserslautern

### Koblenz

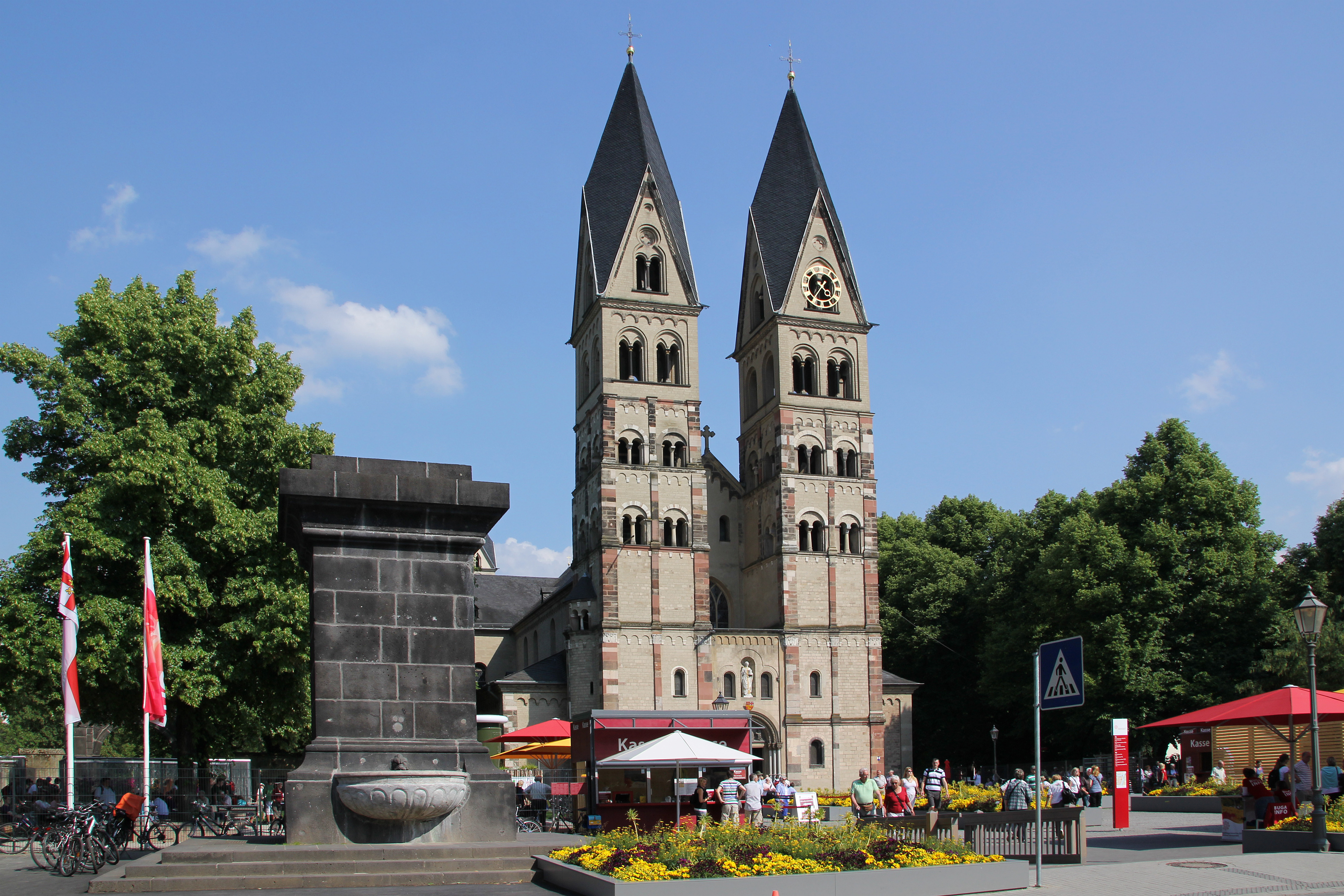
Die Basilika St. Kastor in Koblenz

- Liste von Sakralbauten in Koblenz

### Landkreis Kusel
- Liste von Sakralbauten im Landkreis Kusel

### Landau in der Pfalz
- Katholische Kirche zum heiligen Kreuz
- Katholische Stadtpfarrkirche St. Maria
- Evangelische Stiftskirche
- Protestantische Kirche (Godramstein)

### Ludwigshafen am Rhein
- Liste von Sakralbauten in Ludwigshafen am Rhein

### Mainz

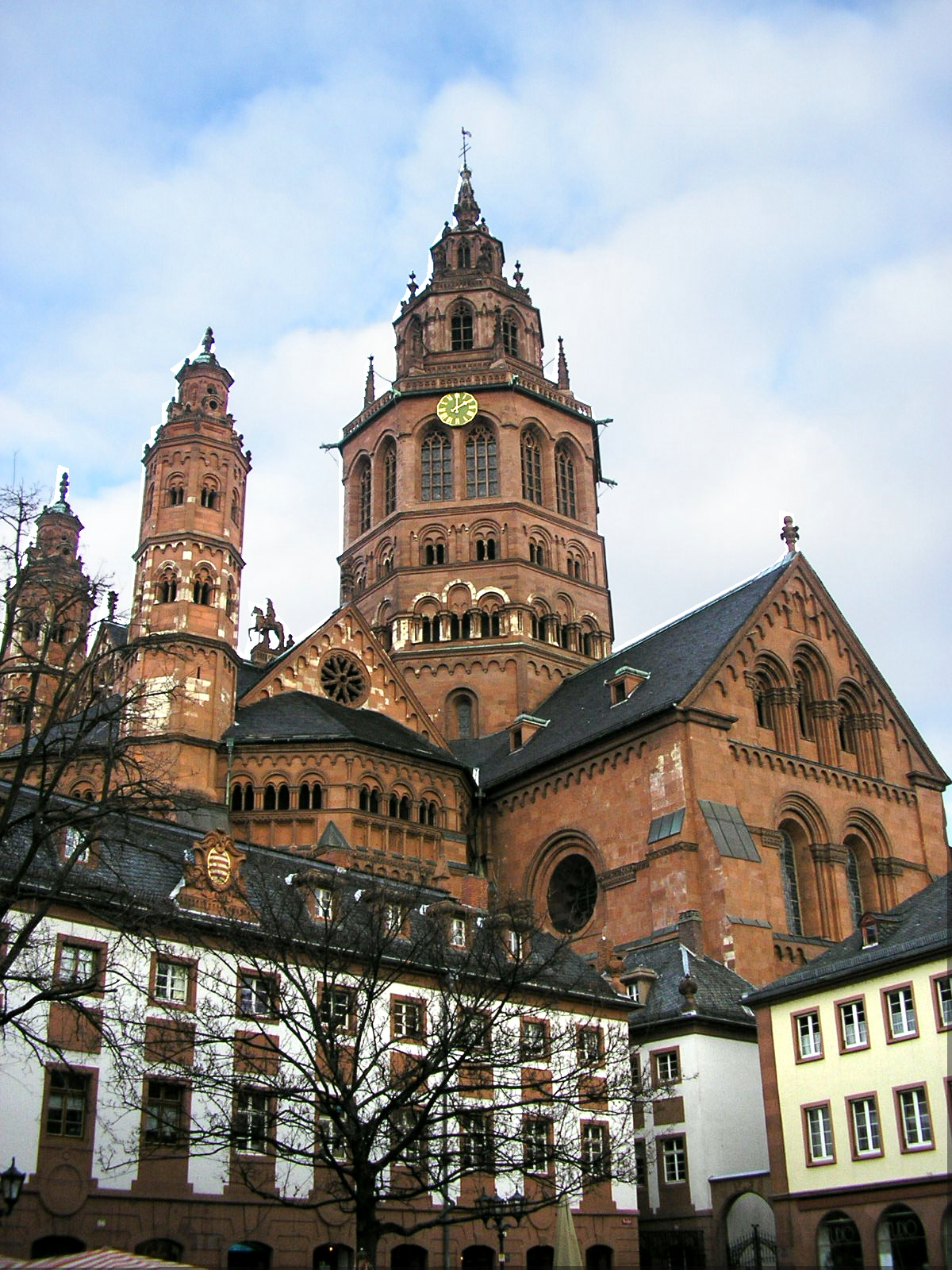
Der Mainzer Dom

Siehe: Liste von Sakralbauten in Mainz, Liste der Kapellen in Mainz

### Landkreis Mainz-Bingen

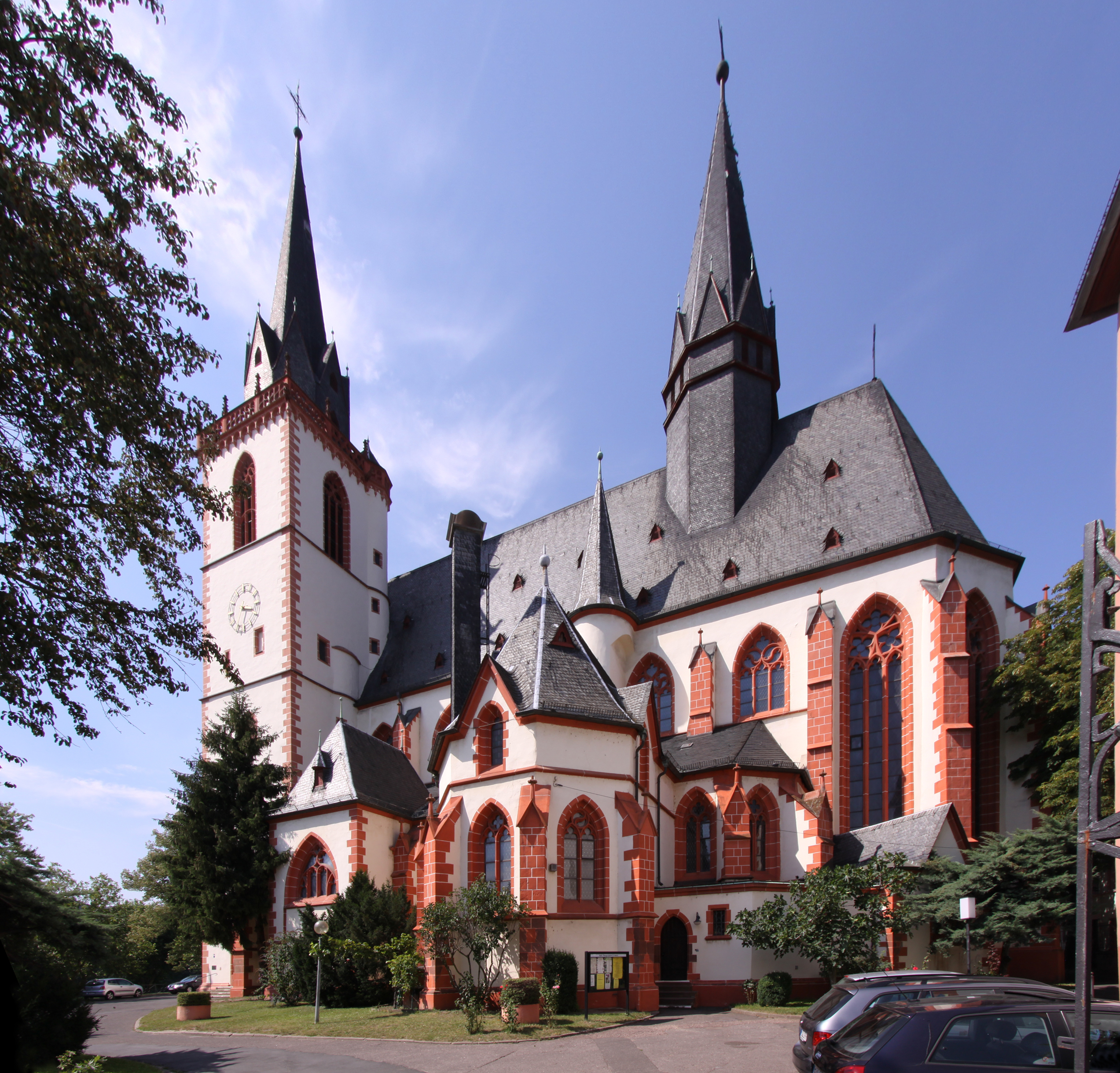
Basilika St. Martin in Bingen

- Evangelische Pfarrkirche St. Peter, Bacharach
- Wernerkapelle, Bacharach
- St. Martin, Bingen am Rhein
- St. Gordianus und Epimachus, Bingen am Rhein, Stadtteil Dietersheim
- Wallfahrtskirche St. Rochus, auch Rochuskapelle, Bingen am Rhein
- Ehemaliges Kloster Rupertsberg, Bingen am Rhein
- Katholische Pfarrkirche St. Viktor, Guntersblum
- Evangelische Pfarrkirche, Guntersblum
- Katholische Pfarrkirche St. Remigius, Ingelheim am Rhein, Stadtteil Nieder-Ingelheim
- Evangelische Pfarrkirche, sogenannte Saalkirche, Ingelheim am Rhein, Stadtteil Nieder-Ingelheim
- Katholische Pfarrkirche St. Gereon, Nackenheim
- Katholische Pfarrkirche St. Michael, Ingelheim am Rhein, Stadtteil Ober-Ingelheim
- Evangelische Pfarrkirche, sogenannte Burgkirche, Ingelheim am Rhein, Stadtteil Ober-Ingelheim
- Ehemaliges Kloster Ingelheimerhausen, Ingelheim am Rhein
- Ehemaliges Kloster Engelthal, Ingelheim am Rhein, Stadtteil Ober-Ingelheim
- Evangelische Pfarrkirche St. Martin, Jugenheim in Rheinhessen
- Evangelische Pfarrkirche, auch Selztaldom, Ingelheim am Rhein, Stadtteil Großwinternheim
- St. Mauritius (Oberdiebach)
- Kloster Jakobsberg, Ockenheim
- Katharinenkirche, Oppenheim

→ Siehe auch: Oppenheimer Sakralbauten
- Ehemalige Pfarrkirche St. Clemens, auch Clemenskapelle, Trechtingshausen

### Landkreis Mayen-Koblenz
- Liste von Sakralbauten im Landkreis Mayen-Koblenz

### Neustadt an der Weinstraße
- Liste von Sakralbauten in Neustadt an der Weinstraße

### Landkreis Neuwied

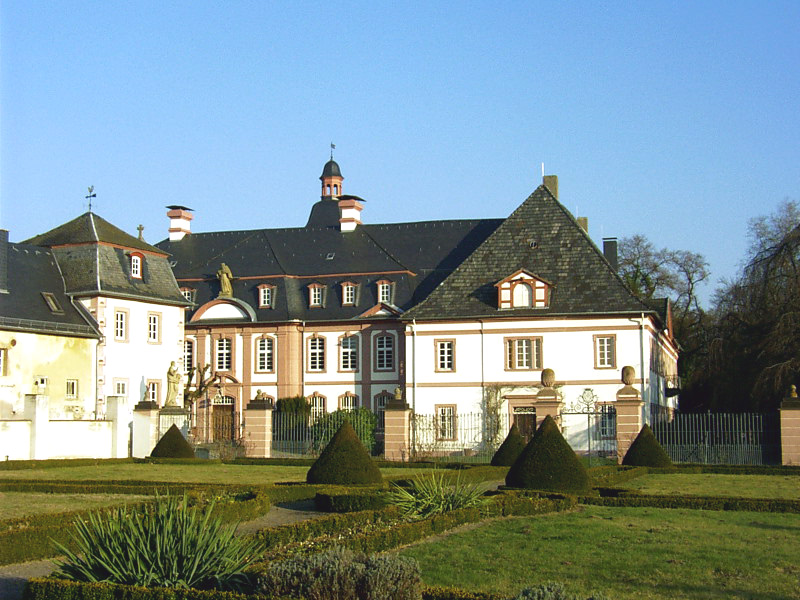
Abtei Rommersdorf

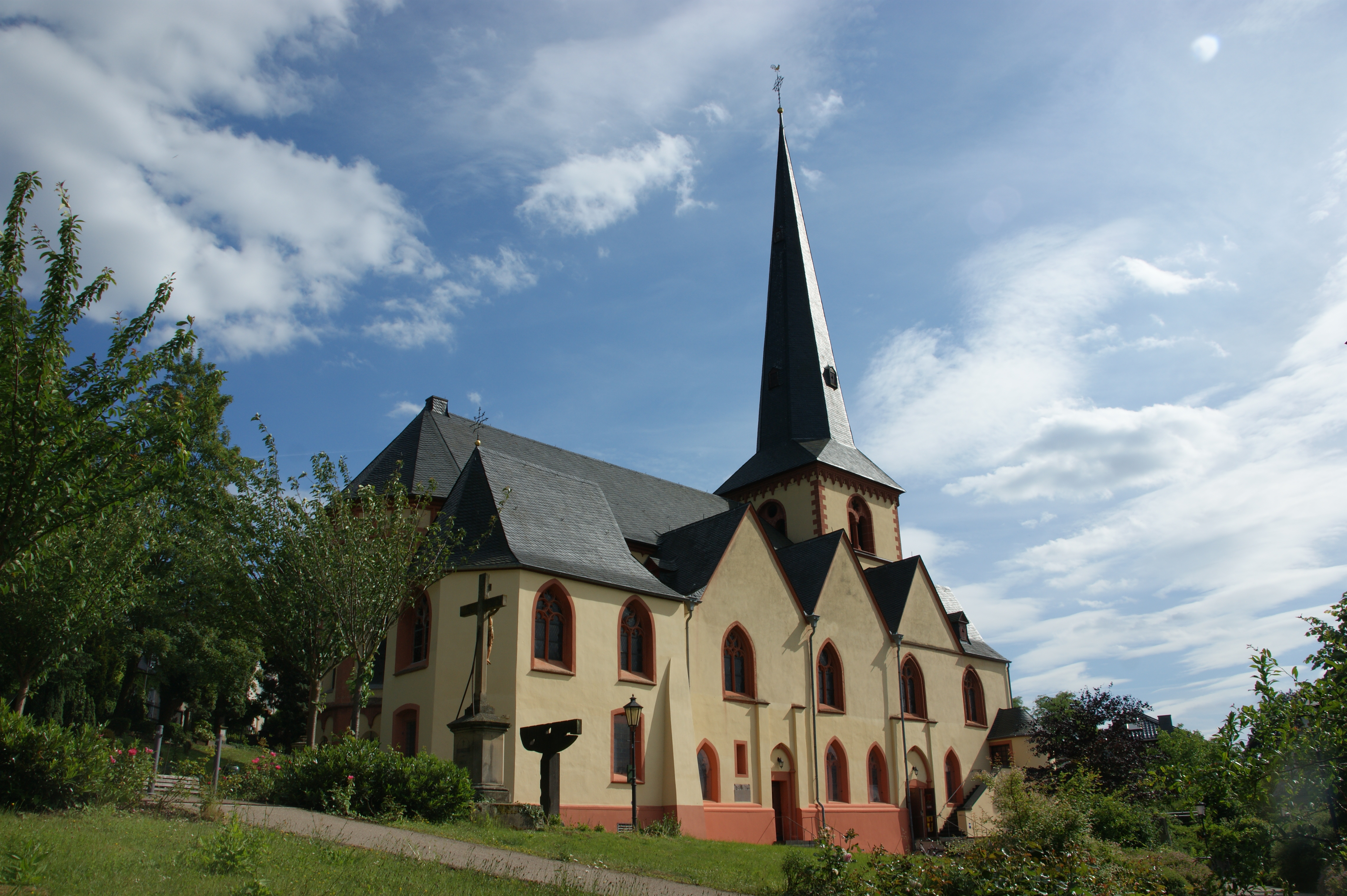
St. Martin Linz am Rhein

- Kloster Ehrenstein, Asbach (Westerwald)
- Katholische Pfarrkirche St. Johannes Baptist, Bruchhausen
- Evangelische Pfarrkirche, Dierdorf
- Katholische Pfarrkirche St. Clemens, Dierdorf
- Katholische Pfarrkirche St. Severinus, Erpel
- Katholische Pfarrkirche St. Bonifatius, Großmaischeid
- Katholische Pfarrkirche St. Georg, Hammerstein, Ortsteil Oberhammerstein
- Katholische Pfarrkirche St. Walburgis, Leubsdorf
- Katholische Pfarrkirche St. Martin, Linz am Rhein
- Evangelische Marktkirche, Neuwied
- Katholische Pfarrkirche St. Matthias, Neuwied
- Mennonitenkirche, Neuwied
- Katholische Pfarrkirche St. Martin, Neuwied, Stadtteil Engers
- Evangelische Pfarrkirche, Neuwied, Stadtteil Engers
- Historische Feldkirche, Neuwied, Stadtteil Feldkirchen
- Katholische Pfarrkirche Maria Himmelfahrt, Neuwied, Stadtteil Gladbach
- Klosterkirche St. Peter, auch Wülfersberg-Kapelle, Neuwied, Stadtteil Gladbach
- Katholische Pfarrkirche St. Margaretha, Neuwied, Stadtteil Heimbach-Weis
- Abtei Rommersdorf, Neuwied, Stadtteil Heimbach-Weis
- Katholische Pfarrkirche St. Peter und Paul, Neuwied, Stadtteil Irlich
- Evangelische Kirche, Neuwied, Stadtteil Niederbieber
- Evangelische Kirche, Neuwied, Stadtteil Oberbieber
- Kloster St. Katharinen, Sankt Katharinen
- Evangelische Kirche, Raubach
- Katholische Pfarrkirche St. Pantaleon, Unkel
- Evangelische Kirche, Urbach (Westerwald)
- Kloster Marienhaus, Waldbreitbach
- St. Kastor (Rengsdorf)

### Pirmasens
- Liste von Sakralbauten in Pirmasens

### Rhein-Hunsrück-Kreis

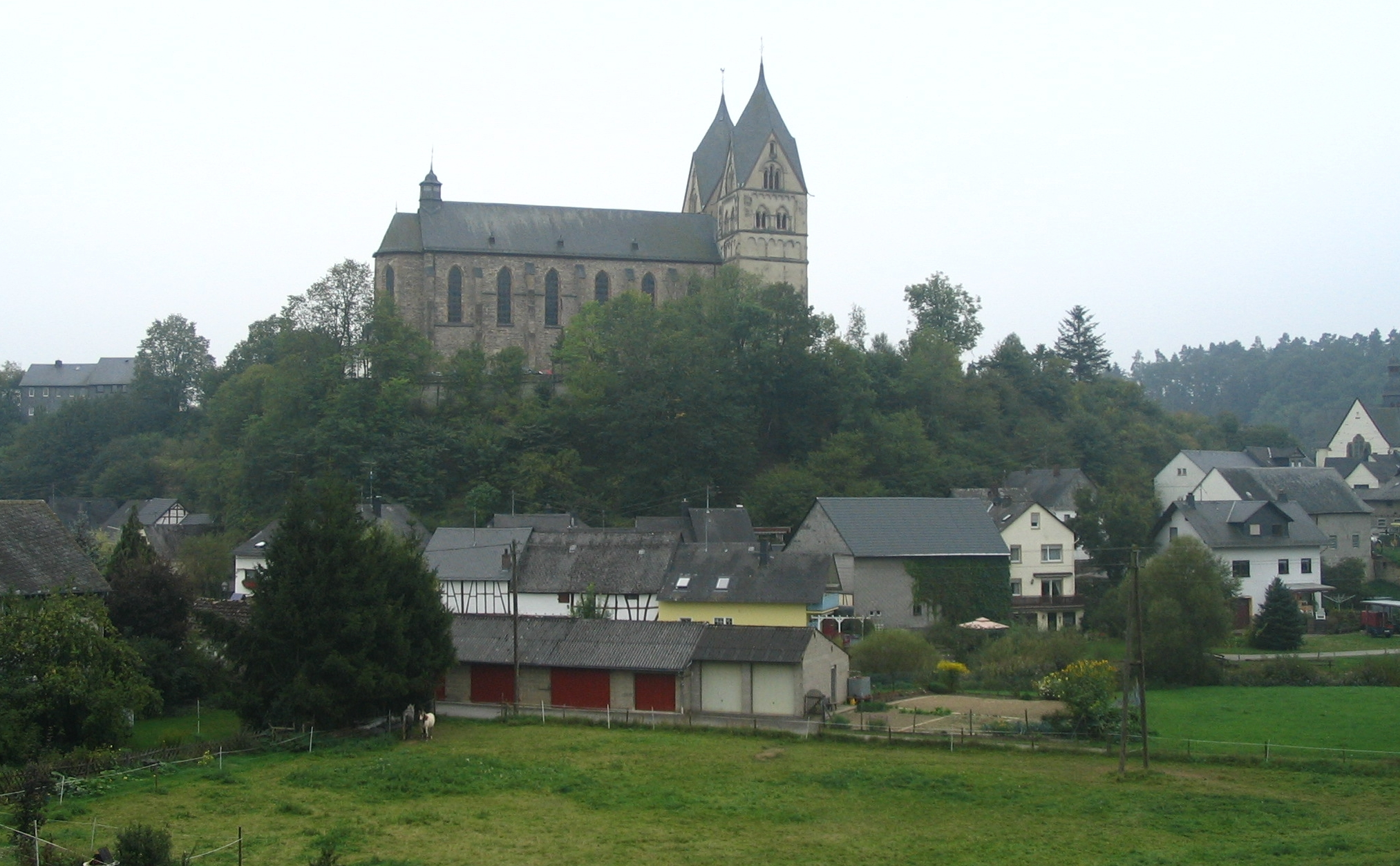
Hunsrückdom in Ravengiersburg

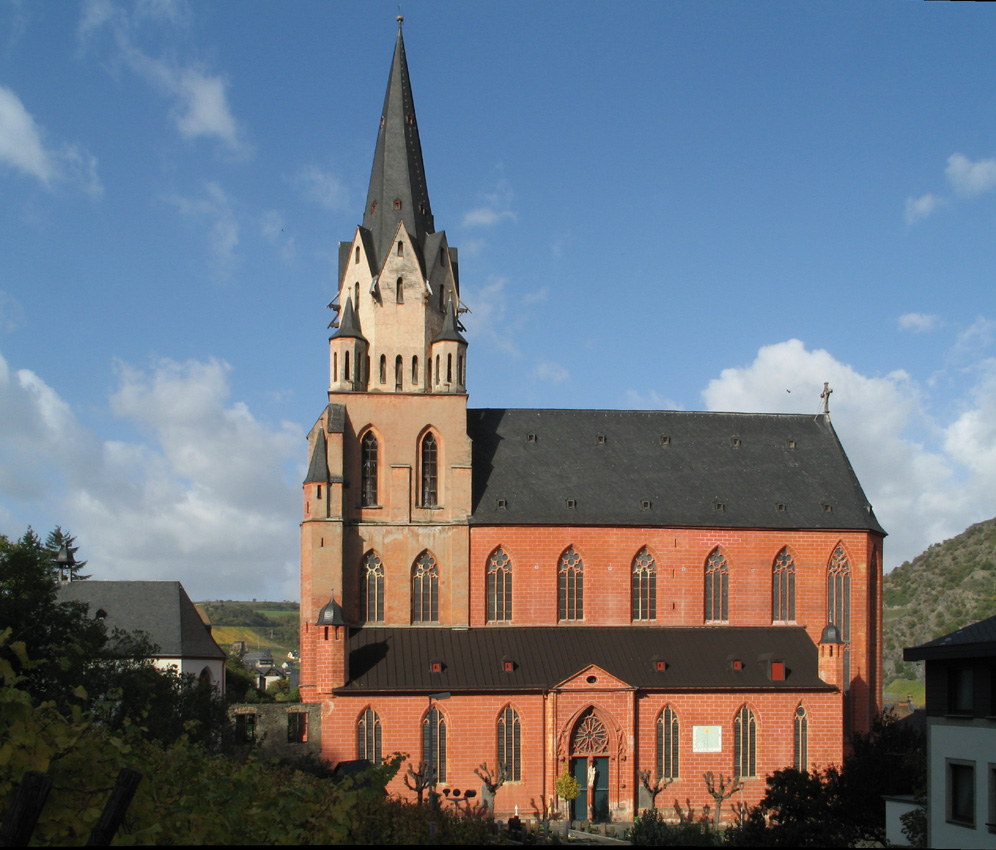
Liebfrauenkirche in Oberwesel

- Katholische Pfarrkirche St. Severus, Boppard
- Karmeliterkirche und ehemaliges Karmeliterkloster, Boppard
- Ehemaliges Kloster Marienberg, Boppard
- Ehemaliges Franziskanerkloster, Boppard
- Ehemaliges Kloster St. Martin, Boppard
- Evangelische Christuskirche, Boppard
- Katholische Pfarrkirche St. Aegidius, Boppard, Ortsbezirk Bad Salzig
- Ehemalige katholische Kirche St. Sebastian, Boppard, Ortsbezirk Buchholz
- Katholische Pfarrkirche St. Pankratius, Boppard, Ortsbezirk Herschwiesen
- Katholische Pfarrkirche St. Bartholomäus, Boppard, Ortsbezirk Hirzenach
- Evangelische Kirche, Boppard, Ortsbezirk Holzfeld
- Katholische Kirche St. Sebastian, Boppard, Ortsbezirk Rheinbay
- Katholische Kirche St. Peter in Ketten, Boppard, Ortsbezirk Weiler
- Simultankirche St. Antonius, Hahn
- Bartholomäuskapelle, Korweiler
- Liebfrauenkirche, Oberwesel
- St. Martin (Oberwesel)
- Uter-Rosa-Kapelle, ehemalige Wernerkapelle, Oberwesel
- Kloster Ravengiersburg, Ravengiersburg
- Stiftskirche, Sankt Goar
- Wallfahrtskirche Nunkirche, Sargenroth
- Kirchenruine Hellkirch, Woppenroth

### Rhein-Lahn-Kreis
- Barbarakirche, Lahnstein

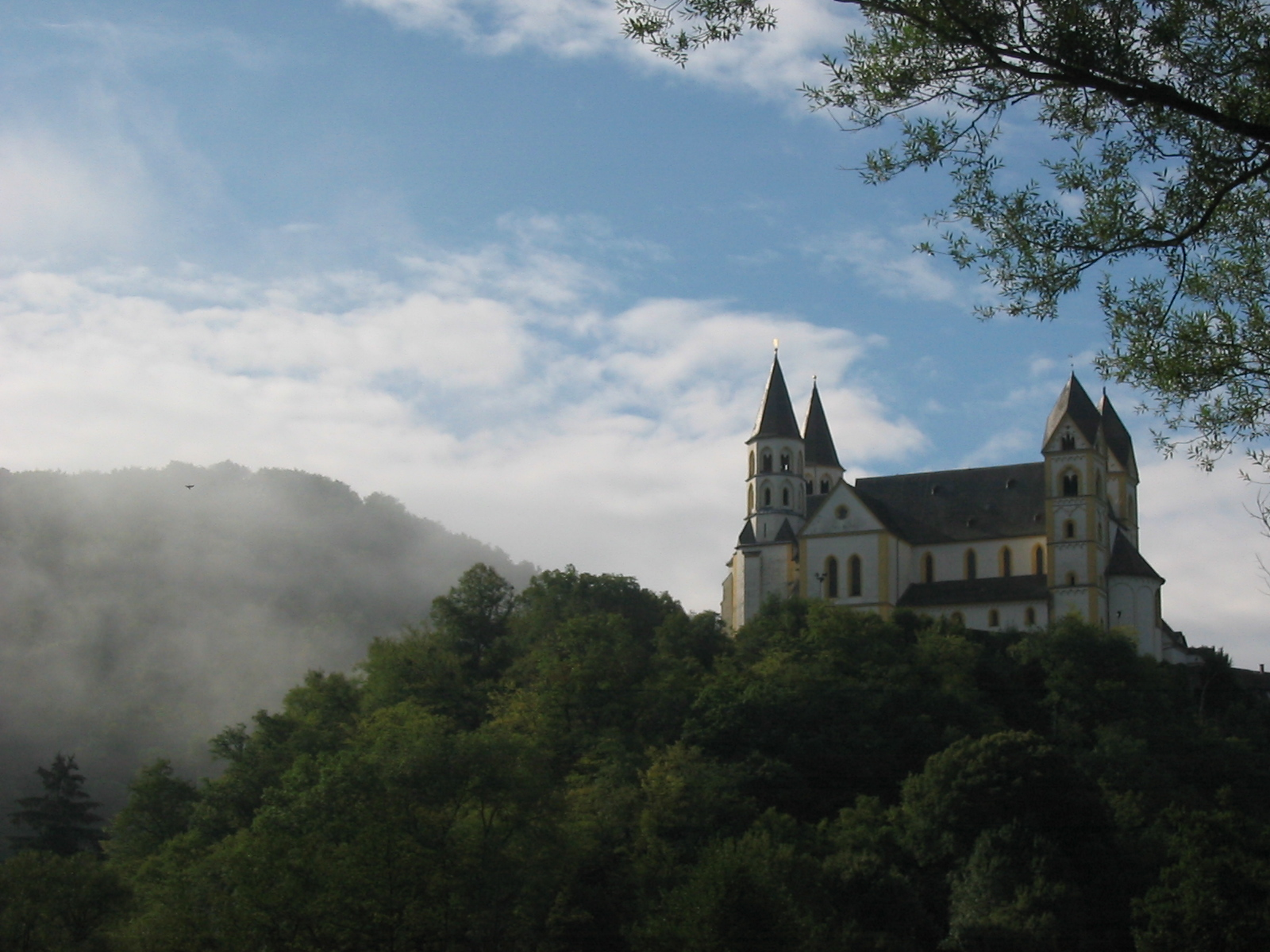
Kloster Arnstein

- Evangelische Pfarrkirche St. Kastor, Dausenau
- Stiftskirche St. Maria, Diez
- Kloster Dierstein, Diez
- Maria Empfängnis, Hahnstätten, Ortsteil Zollhaus
- Kloster Bornhofen, Kamp-Bornhofen
- Katholische Pfarrkirche St. Martin, Lahnstein
- Kloster Allerheiligenberg, Lahnstein
- Allerheiligenbergkapelle, Lahnstein
- Hospitalkapelle St. Jakobus, Lahnstein
- Katholische Johanniskirche, Lahnstein
- Kloster Arnstein, Obernhof
- Klosterruine Brunnenburg, Obernhof
- Klosterruine Bärbach, Schönborn
- Kloster Schönau, Strüth
- Evangelische Kirche (Sankt Goarshausen)
- St. Johannes (Sankt Goarshausen)

### Rhein-Pfalz-Kreis
- Liste von Sakralbauten im Rhein-Pfalz-Kreis

### Speyer
- Allerheiligenstift (Speyer)
- Auferstehungskirche (Speyer)
- St. Bernhard (Speyer)
- Christuskirche (Speyer)
- Dreifaltigkeitskirche (Speyer)

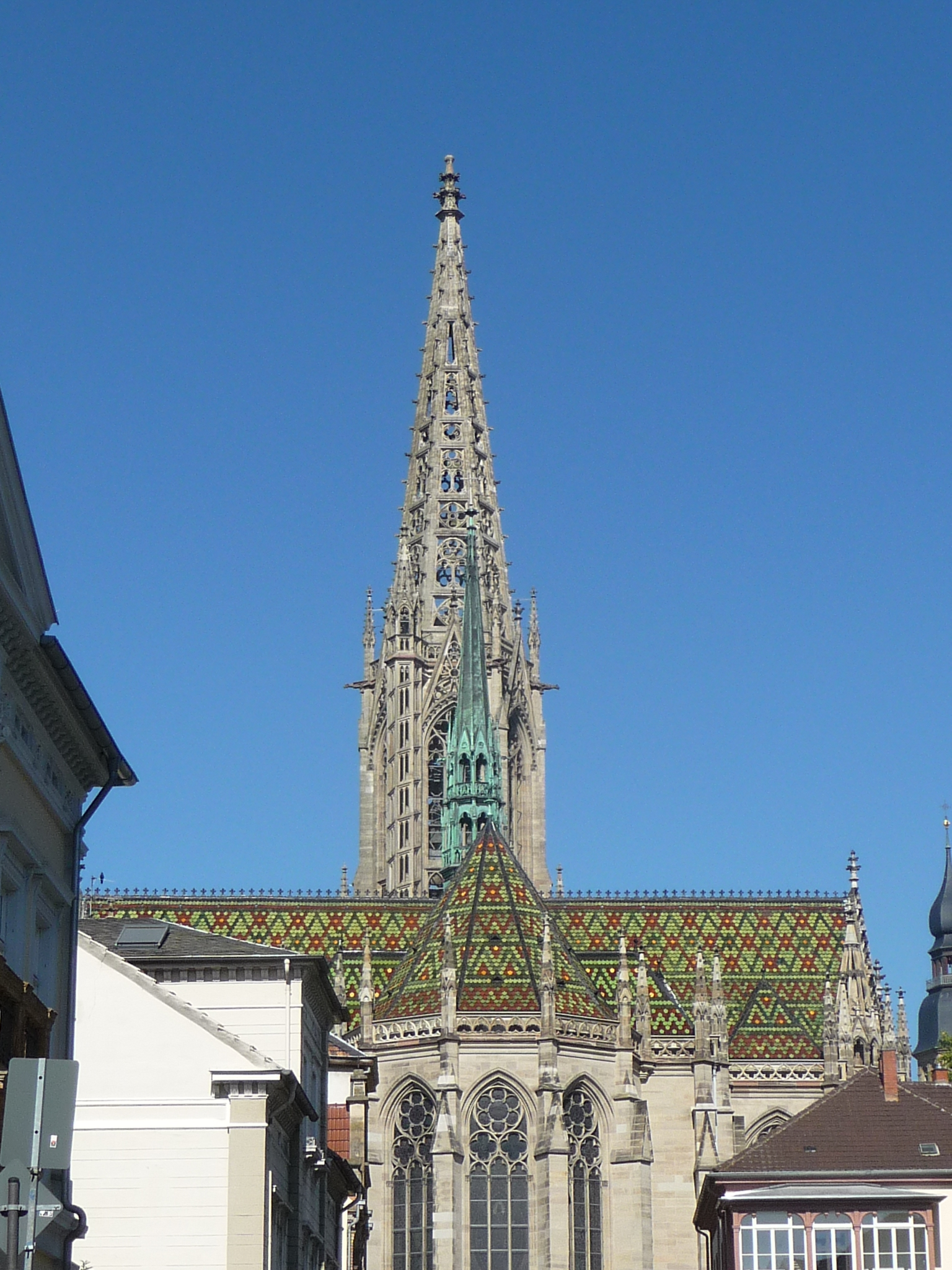
Gedächtniskirche

- Gedächtniskirche der Protestation (Speyer)
- St. Joseph (Speyer)
- Speyerer Dom
- St. Bartholomäus (Speyer)
- St. German (Speyer)
- St. Guido (Speyer)
- St. Jakob (Speyer)
- St. Johannes (Speyer)
- St. Konrad (Speyer)
- Kloster St. Magdalena (Speyer)
- St. Markus (Speyer)
- St. Moritz (Speyer)
- St. Peter (Speyer)

### Landkreis Südliche Weinstraße
- Liste von Sakralbauten im Landkreis Südliche Weinstraße

### Landkreis Südwestpfalz
siehe Liste von Sakralbauten im Landkreis Südwestpfalz

### Trier

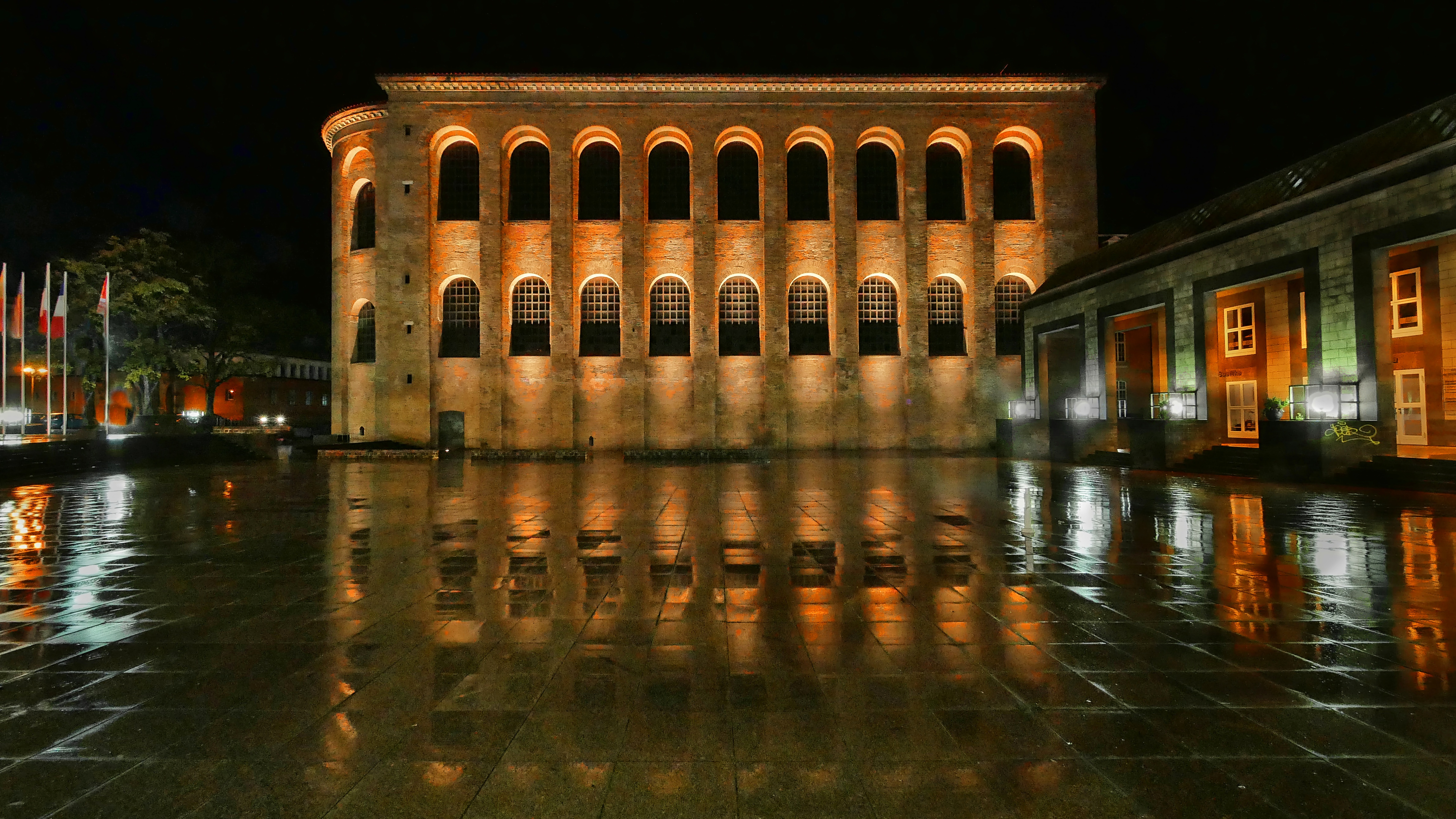
Konstantinbasilika Trier

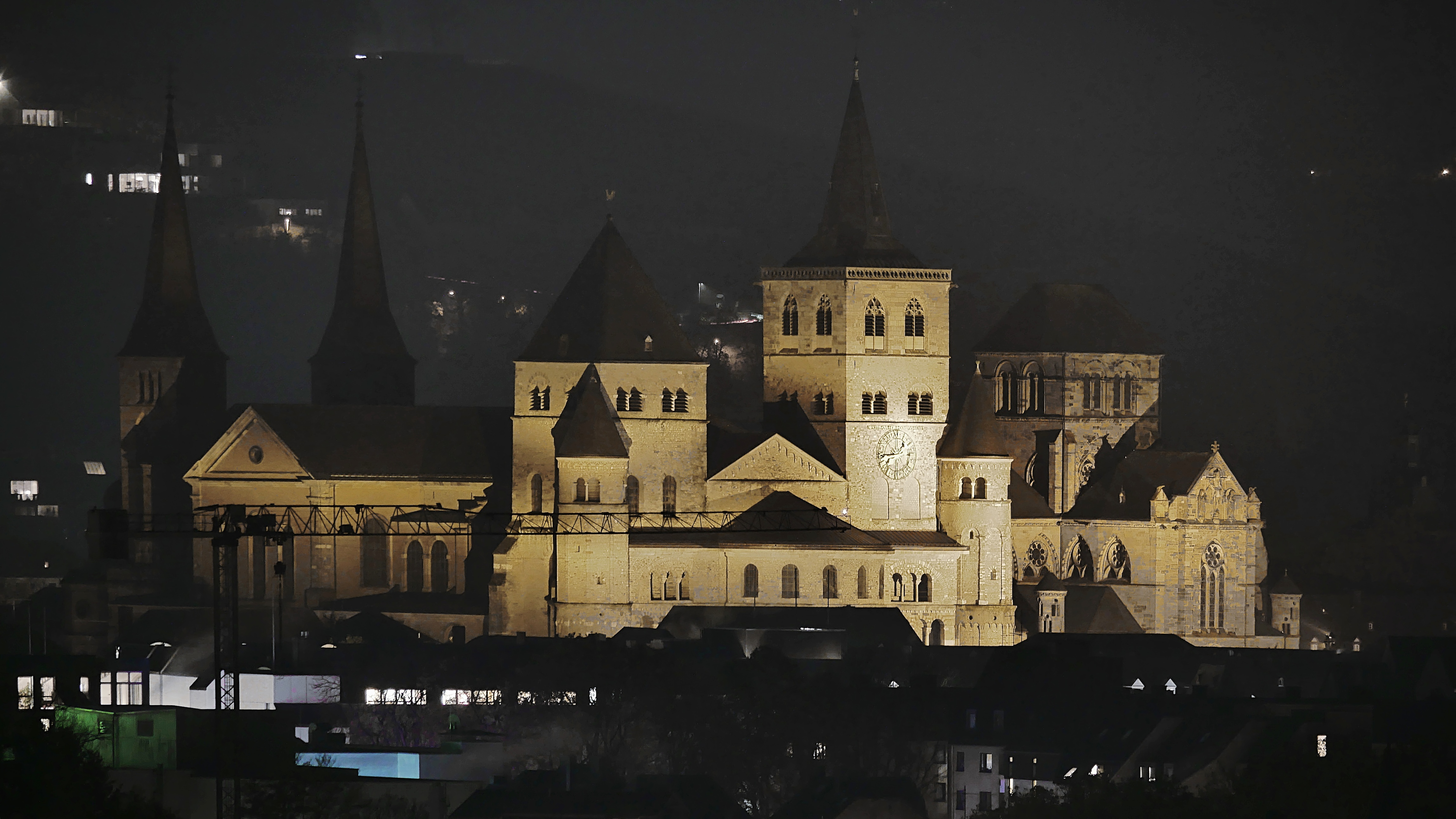
Trier Dom und Liebfrauenbasilika

- Liste von Sakralbauten in Trier

### Landkreis Trier-Saarburg
- Mariä Heimsuchung (Beurig)

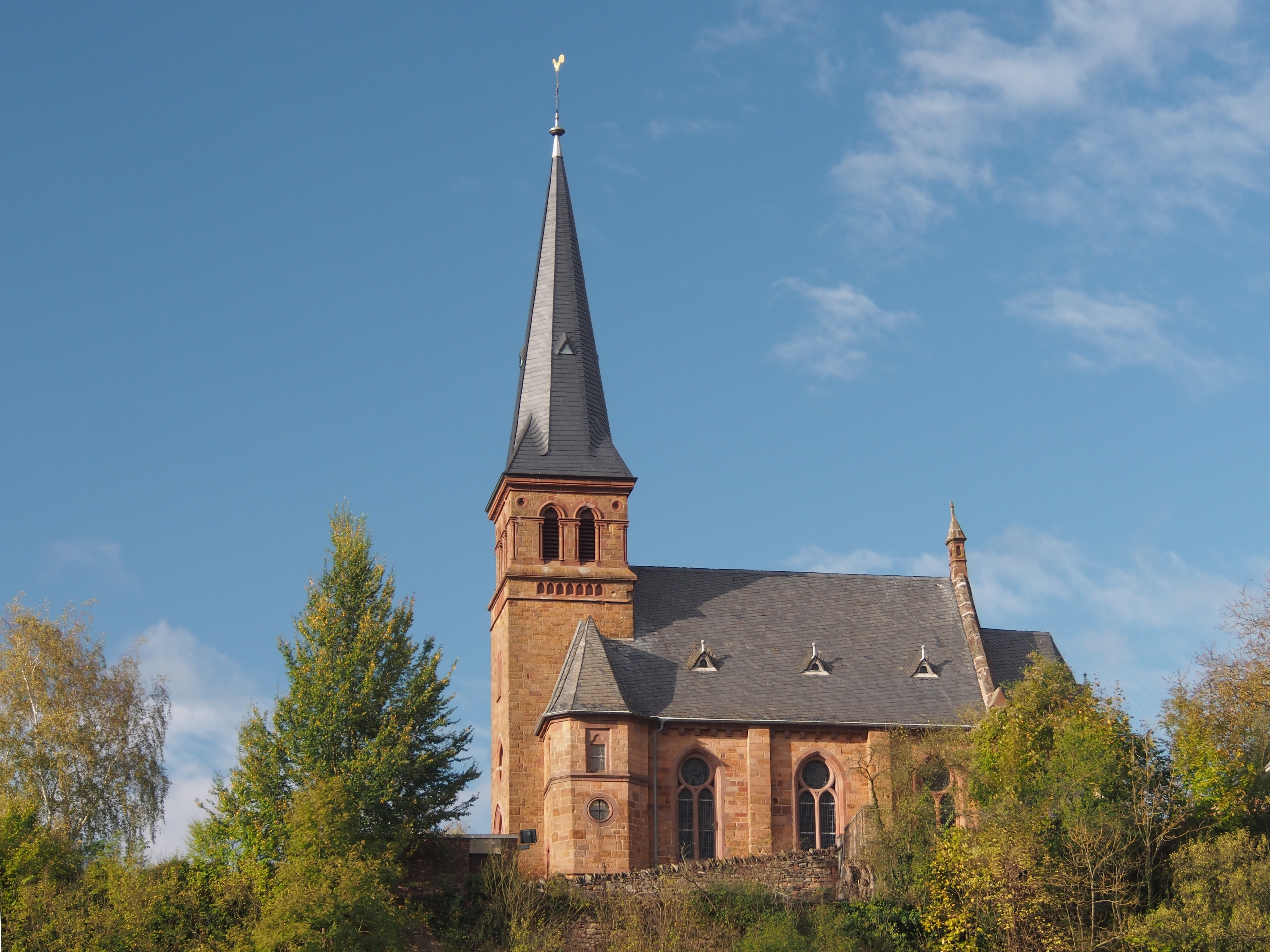
Evangelische Kirche Saarburg

- Kirche Sankt Maria, allerseligste Jungfrau, Aach, Ortsteil Hohensonne
- Evangelische Kirche Konz-Karthaus
- Katholische Pfarrkirche St. Ursula, Krettnach
- Evangelische Kirche (Saarburg)

### Landkreis Vulkaneifel
- Heyerbergkapelle, Borler

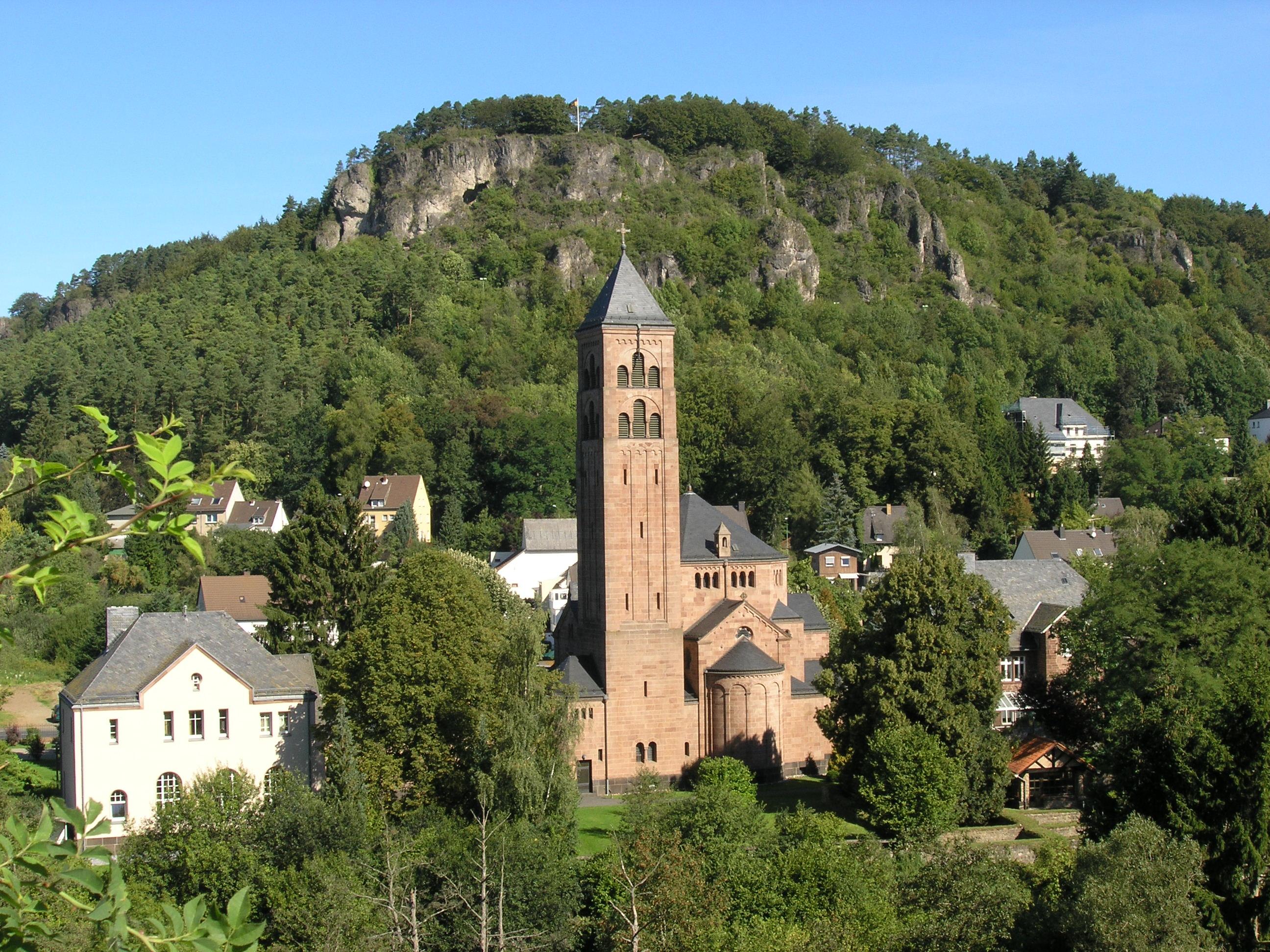
Evangelische Erlöserkirche in Gerolstein

- Katholische Pfarrkirche St. Apollonia, Bodenbach
- Katholische Pfarrkirche St. Nikolaus, Daun
- Weinfelder Kirche, Daun
- Evangelische Erlöserkirche, Gerolstein
- Katholische Filialkirche St. Quirinus, Gunderath
- Katholische Pfarrkirche St. Martin, Hillesheim
- Katholische Kapelle St. Donatus, Kelberg, Ortsteil Zermüllen
- Katholische Kapelle St. Maria Magdalena, Kelberg, Ortsteil Hünerbach
- Katholische Kapelle St. Matthias, Kelberg, Ortsteil Köttelbach
- Katholische Pfarrkirche St. Vincentius und Nikolaus, Kelberg
- Katholische Kapelle auf dem Schwarzenberg, Kelberg
- Katholische Pfarrkirche St. Martin, Nohn
- Katholische Pfarrkirche St. Remaclus, Uersfeld
- Katholische Pfarrkirche St. Lucia, Ueß
- Katholische Pfarrkirche Mariä Himmelfahrt, Üxheim
- Katholische Filialkirche St. Joseph, Üxheim, Ortsteil Ahütte
- Kloster Niederehe, Üxheim, Ortsteil Niederehe
- Katholische Pfarrkirche St. Chrysantius und Daria, Welcherath
- Katholische Erlöserkirche, Wiesbaum, Ortsteil Mirbach

### Westerwaldkreis

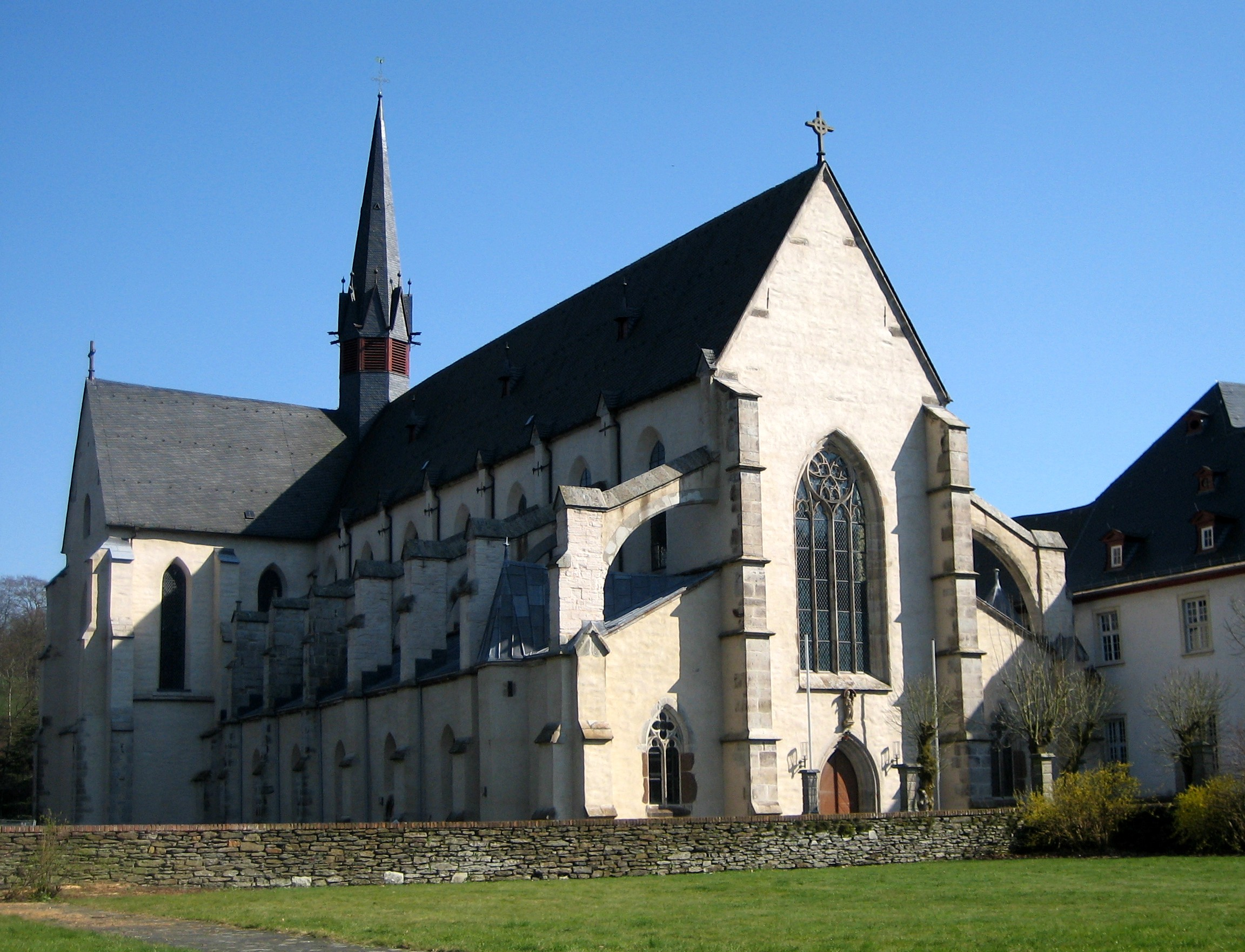
Kloster Marienstatt

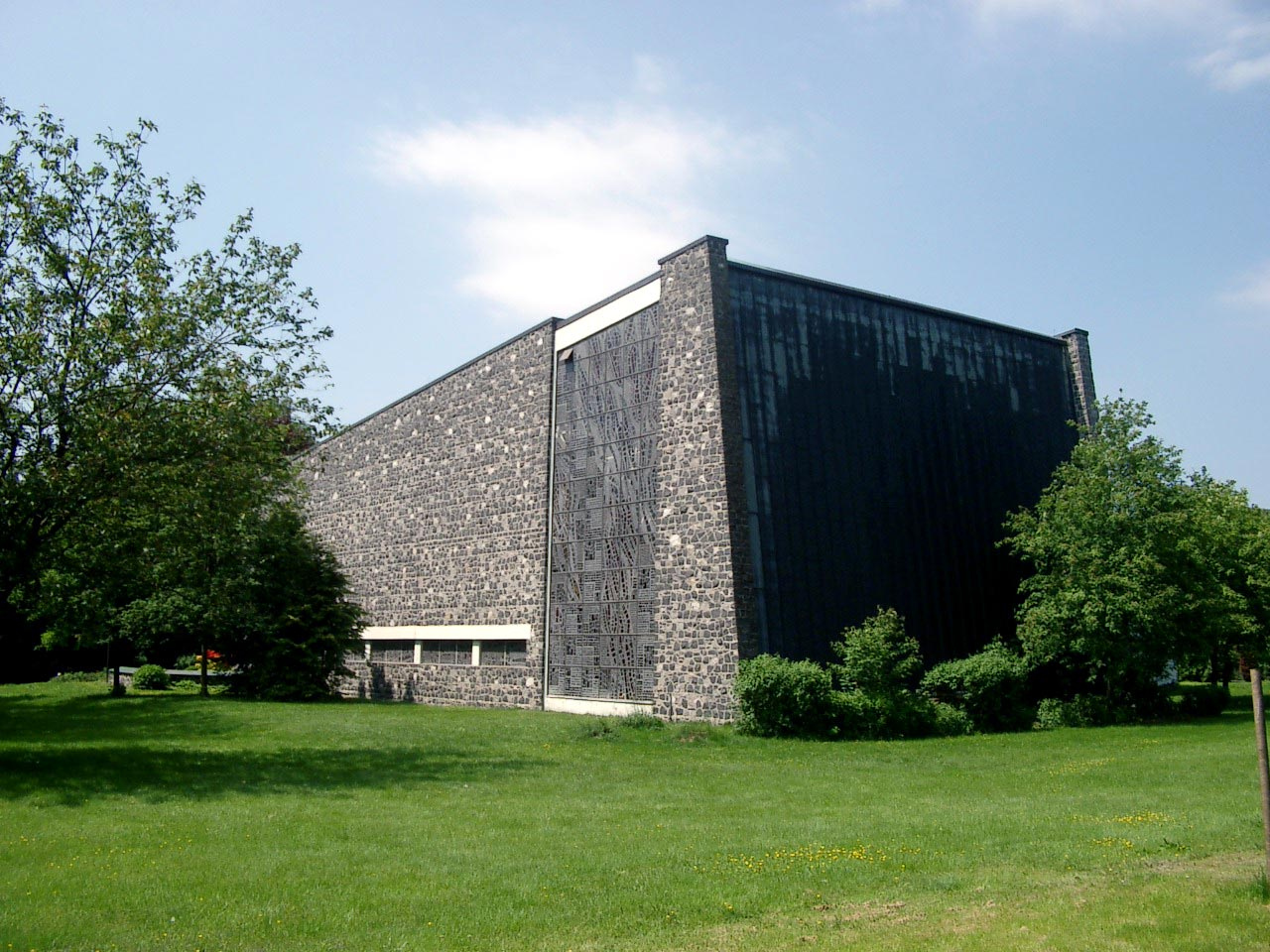
St. Johannes Kirche in Guckheim

- Evangelische Pfarrkirche, Alpenrod
- Evangelische Pfarrkirche, Alsbach
- Katholische Pfarrkirche St. Peter und Paul, Arzbach
- Katholische Pfarrkirche Mariä Himmelfahrt, Bad Marienberg (Westerwald)
- Neuapostolische Kirche Gemeinde Bad Marienberg, Bad Marienberg
- Katholische Pfarrkirche Mariä Himmelfahrt, Boden
- Evangelische Dreifaltigkeitskirche, Dreifelden
- Katholische Pfarrkirche Mariä Himmelfahrt, Eitelborn
- Katholische Pfarrkirche St. Bartholomäus und Sebastian, Gackenbach
- Alte Katholische Pfarrkirche St. Bartholomäus und Sebastian, Gackenbach, Ortsteil Kirchähr
- Katholische Pfarrkirche St. Jacobus Maior, Girod
- Katholische Kirche St. Johannes, Guckheim
- Marienwaldkapelle, Guckheim
- Evangelische Pfarrkirche, Hachenburg, Stadtteil Altstadt
- Katholische Pfarrkirche Mariä Himmelfahrt, Heilberscheid
- Katholische Pfarrkirche St. Petrus und Marcellinus, Heiligenroth
- Kath. Pfarrkirche Mariä Heimsuchung, Höhn
- Evangelische Erlöserkirche, Neuhäusel
- Katholische Pfarrkirche St. Anna, Neuhäusel
- Abtei Marienstatt, Streithausen
- Katholische Pfarrkirche St. Hubertus, Rennerod
- Wallfahrtskirche Unserer Lieben Frau vom Reichenstein, auch Liebfrauenkirche, Westerburg

### Worms
- Wormser Dom
- St. Amandus (Worms)
- Andreasstift (Worms)
- Bergkirche (Worms-Hochheim)
- St. Bonifatius (Worms-Abenheim)
- St. Bonifatius (Worms-Weinsheim)
- Cyriakuskapelle (Worms)
- Dreifaltigkeitskirche (Worms)

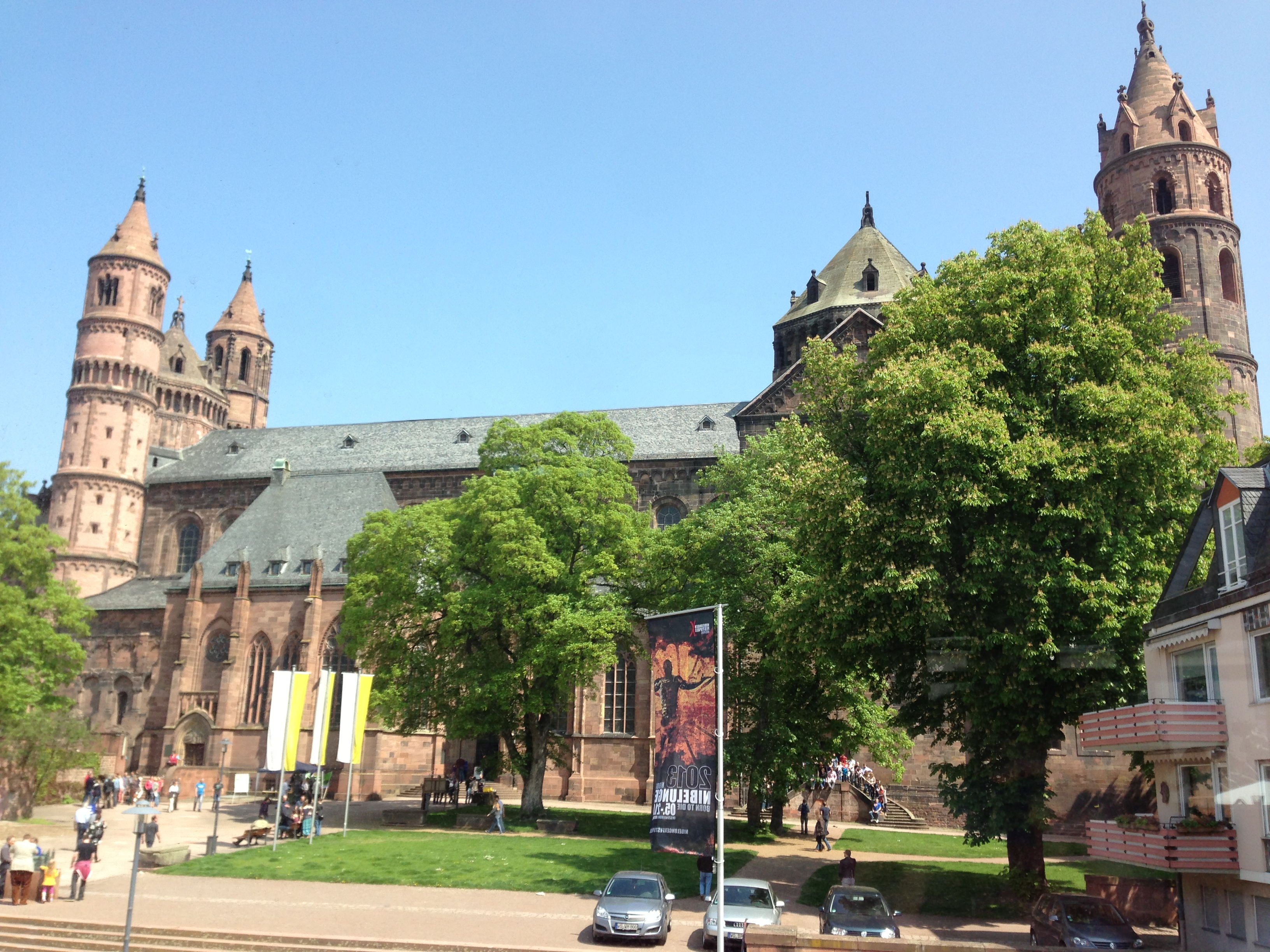
Kaiserdom zu Worms – Ansicht der Südseite

- Evangelische Kirche Worms-Heppenheim
- Evangelische Kirche Worms-Leiselheim
- Evangelische Kirche (Worms-Neuhausen)
- Evangelisches Gemeindehaus Pfeddersheim (ehemalige lutherische Kirche)
- Friedhofskapelle (Worms-Horchheim)
- Friedrichskirche (Worms)
- Heilig-Kreuz-Kirche (Worms-Horchheim)
- Gustav-Adolf-Kirche (Worms-Horchheim)
- Gottliebenkapelle
- Jesus-Christus-Kirche Worms-Pfiffligheim
- Klausenbergkapelle (Worms)
- Kloster Kirschgarten (Worms)
- Kloster Liebenau
- St. Laurentius (Worms-Leiselheim)
- Liebfrauenkirche (Worms)
- Lukaskirche (Worms)
- Lutherkirche (Worms)
- Magnuskirche (Worms)
- Matthäuskirche (Worms)
- St. Maria Himmelskron (Worms-Hochheim)
- St. Martin (Worms)
- St. Martin (Worms-Wiesoppenheim)
- Mennonitenkirche Ibersheim
- St. Paulus (Worms)
- St. Peter (Worms-Herrnsheim)
- Simultankirche Worms-Pfeddersheim
- Simultankirche Worms-Rheindürkheim

### Zweibrücken
- Liste von Sakralbauten in Zweibrücken